# جو تيانيو
جو تيانيو (مواليد 5 مارس 1999) هو لاعب كرة قدم صيني يلعب مع نادي شاندونغ لونينغ في الدوري الصيني الممتاز.

## روابط خارجية
- جو تيانيو  على سكروي